# 여안기왕
여안기왕(汝安祁王, 생몰년 미상)은 고구려의 왕족 출신으로 추모성왕의 20세 손이라 한다. 일본으로 귀화하였으며 고정조(高井造) 가문의 선조가 되었다.

## 같이 보기
- 광개토대왕
- 장수왕

## 참고 자료
- 《신찬성씨록》